# گل خورشیدی (سرده)
گل خورشیدی (نام علمی: Lapsana) نام یک سرده از تیره کاسنیان است.